# Joya Sherrill
Pour les articles homonymes, voir Sherrill.
Joya Sherrill née le 20 aout 1924 à Bayonne, New Jersey, morte le 28 juin 2010 à New York est une chanteuse de jazz américaine.

## Biographie
Joya Sherrill, née le 20 août 1924 à Bayonne (New Jersey), aspire à devenir écrivaine.
À l'âge de 17 ans, alors qu'elle est encore au lycée, elle rencontre Duke Ellington pour lui chanter les paroles qu'elle a écrites sur son thème Take the "A" Train. Il l'embauche dans son orchestre dès la fin de ses études en juillet 1942. Elle connaît le succès avec son interprétation du standard I'm Beginning to See the Light. C'est elle qui chante dans The Blues, la pièce initiale mélancolique de la suite symphonique de Duke Ellington Black, Brown and Beige (en) au Carnegie Hall en 1943.
Après quelques mois, elle quitte l'orchestre de Duke pour entrer à la Wilberforce University dans l'Ohio, mais revient à nouveau à l'automne 1944 jusqu'en 1946, date de son mariage.
Elle continue à chanter en solo avec Rex Stewart et Ray Nance dans des clubs de jazz, enregistre sous son propre nom, et continue à travailler occasionnellement avec Ellington, notamment lors de son show musical A Drum Is a Woman, en tournée américaine de 1957 à 1959, puis en Europe en 1960.
En 1960, elle se produit sur la scène de Broadway dans la pièce musicale The Long Dream.
En 1962, Joya Sherrill est embauchée au sein du groupe réuni par Benny Goodman, The Goodman Tour, qui part faire une longue tournée en Union soviétique, avec l'appui du département d'État des États-Unis. Son interprétation de la chanson folklorique russe Katyusha provoque une polémique en Géorgie, après que le journal soviétique Izvestia lui reproche son « style de cabaret excessivement familier ». Elle retourne chanter pour Duke Ellington en 1963.
De 1970 à 1982, elle devient présentatrice vedette d'une émission pour enfants sur la chaîne de télévision new-yorkaise WPIX, Time For Joya, rebaptisée plus tard Joya's Fun School (en). C'est dans l'une de ces émissions en 1970 que Duke Ellington, qui raconte des histoires et joue du piano aux enfants, fera l'une de ses dernières apparitions télévisées.
Elle présente une émission pour enfants dans les années 1980 au Moyen-Orient
Joya Sherrill meurt le 28 juin 2010 à Great Neck (New York) des suites d'une leucémie.

## Titres
- Accentuate the positive 1945
- Autumn serenade 1945
- Come to baby, do 1945
- Everything but you 1945
- Go away blues 1945
- I didn't know about you 1945
- I let a song go out of my heart 1945
- I'm beginning to see the light 1945
- The wonder of you
- The wish I wish tonight
- Rocks in my bed
- Long strong and consecutive 1945
- What color is virtue 1963
- In a sentimental mood 1965

## Discographie

### En leader
- 1957 : Jumps with Joya, avec Sammy Davis Jr, Design Records
- 1962 : Sugar and Spice, avec Luther Anderson, Columbia Records
- 1962 : Spotlight on Sammy Davis Jr, Design Records
- 1965 : Joya Sherrill Sings Duke, avec Ray Nance, Cootie Williams, Johnny Hodges, Paul Gonsalves, Ernie Harper, Billy Strayhorn, Joe Benjamin, John Lamb, Verve Records
- 1994 : Black Beauty, the Duke in Mind

### Avec Duke Ellington
- 1943 : Black, Brown and Beige, Columbia Records
- 1946 : The Carnegie Hall Concerts, Fantasy Records
- 1996 : Greatest Hits, RCA Records
- 1956 : A Drum is a Woman, Columbia Records

### Autres éditions
- Joya Sherrill avec Duke Ellington 1944-45, The Chronological Classics 881
- Joya Sherrill avec Duke Ellington 1945, The Chronological Classics 915
- Joya Sherrill avec Duke Ellington 1945, The Chronological Classics 951
- Joya Sherrill avec Duke Ellington 1945-1946, The Chronological Classics 985

### Non daté
- Dela Reese and Joya Sherrill and Others, Hurrah Records

## Source
- Dictionnaire du Jazz par André Clergeat et Philippe Carles, Bouquins Robert Laffont 1988 Paris p. 931  (ISBN 2-221-04516-5)

- Ressources relatives à la musique :   - AllMusic
  - Carnegie Hall
  - Discography of American Historical Recordings
  - Discogs
  - Grove Music Online
  - MusicBrainz
  - Muziekweb
  - Rate Your Music
- Ressources relatives à l'audiovisuel :   - IMDb
  - Rotten Tomatoes
- Notices d'autorité :   - VIAF
  - ISNI
  - BnF (données)
  - IdRef
  - LCCN
  - GND
  - CiNii
  - Pologne
  - Norvège
  - WorldCat